# Rosana Paulino
Rosana Paulino née en 1967 à São Paulo est une artiste plasticienne, enseignante et conservatrice brésilienne. Elle questionne le racisme, les discriminations et l'esclavage au Brésil à travers ses représentations de femmes noires.

## Biographie
Rosana Paulino est titulaire d'un doctorat en arts visuels de l'Université de São Paulo, École des communications et des arts et d'une spécialisation en gravure du London Print Studio. Ses œuvres ont notamment été exposées en Espagne, au Royaume-Uni, à Porto Rico, en France, aux États-Unis, au Cap-Vert, au Mexique, au Portugal et au Brésil mais également lors d'expositions individuelle à Ouro Preto et à São Paulo, au Brésil.
Rosana Paulino est reconnue pour ses représentations visuelles de femmes noires qui interroge les contextes sociaux historiques et modernes de racisme, de discrimination et d'esclavage au Brésil. Partout en Amérique du Nord et du Sud, le corps de la femme noire est une « icône exposée à la consommation publique ». II symbolise le sexe et le désir ; érotisé, exotisé et objectivé. Toutes ces perceptions, préjugés et stéréotypes qui cherchent à définir le corps de la femme noire ont été construits par des regards extérieurs, généralement occidentaux. Rosana Paulino interroge la représentation des femmes noires du Brésil dans l'histoire, les médias et la société et construit un contre-récit à travers ses œuvres artistiques, récupérant la voix et le corps des femmes noires brésiliennes. Comme le montrent ses nombreuses expositions, Rosana Paulino maîtrise la polyvalence technique, utilisant des médiums artistiques tels que le dessin, la couture, la lithographie, l'impression numérique, la vidéo et la sculpture. Elle met en parallèle la manière dont le corps de la femme noire est exploité et marchandisé avec des représentations plus individualisées et brutes pour le normaliser dans les médias et l’art grand public. Elle cherche à comprendre et à donner un sens à « ce que signifie être une femme et ce que signifie être noir dans la société brésilienne ». Les inégalités raciales et de genre sont profondément ancrées dans la société brésilienne. Malgré les mouvements sociaux et culturels pour autonomiser les femmes noires, les inégalités sont toujours ancrées dans le tissu social du Brésil et de ses institutions. Dans ses œuvres, Rosana Paulino crée un espace où les femmes noires n'assument pas de rôles stéréotypés, notamment ceux de nourrice ou de femme de chambre. De plus, elle renverse simultanément les hiérarchies de classes habituelles et le tissu social qui réprime les femmes noires au Brésil. Dans une vidéo de réflexion d'un artiste sur Parede da Memória, Rosana Paulino déclare : « Je devais prendre la parole. Et j’ai choisi l’art pour aborder ces questions ».
Rosana Paulino grandi dans une famille bourgeoise avec deux sœurs. Enfant, elle dessine fréquemment et joue avec de l'argile, ce qui fut l'origine de sa appétence pour les arts. En grandissant, elle prend conscience des préjugés et des marques de l'esclavage laissées sur les femmes noires du Brésil. Elle prend par exemple conscience qu'elle n'a jamais eu de poupée noire avec laquelle jouer et que les femmes noires ne sont jamais présentes à la télévision. Tout cela l'affecte au point d'aborder ces problématiques dans son travail.

## Influences artistiques
À ses débuts en tant qu'artiste, elle prend conscience des limites du dessin et commence à explorer d'autres formes d'art comme la photographie et la gravure. Elle utilise des archives photographiques personnelles de famille comme source d'inspiration pour plusieurs de ses expositions. Elle trouve que les femmes noires sont reléguées à l'arrière-plan de la société, ne sont ni vues ni entendues, et incapables de se défendre elles-mêmes. Les archives historiques de photographies de femmes noires au Brésil par Louis Agassiz, un zoologiste suisse et professeur à Harvard, sont sa source d'inspiration pour sa première exposition : Assentamento(s). Rosana Paulino sent les limites de son travail photographique et notamment comment il déshumanise et objectifie les femmes sans parler de leur vie ou de leurs luttes. Elle recrée une œuvre d'art en utilisant la photographie d'une femme et donne à son agence, un nom, une histoire et un passé. Son objectif est de comprendre les marques durables du colonialisme et de l'esclavage sur la société brésilienne et en particulier sur les femmes noires. Ses intérêts, comme en témoignent ses nombreux ouvrages, incluent les autobiographies, la biologie, la faune et la flore, ainsi que des sujets centrés sur l'histoire.

## Expositions notables

### Assentamento(s)
Assentamento(s) est un projet artistique dans lequel Rosana Paulino interroge la place du corps de la femme noire dans l'histoire du Brésil. Elle défait puis réassemble les photographies historiques de femmes noires prises par le zoologiste suisse et professeur de Harvard, Louis Agassiz, dans le but de « refazimento », « refaire » leur récit dans la société brésilienne. Rosana Paulino transpose ces images sur un tissu avant de les découper puis de réassembler les pièces par la couture. Les photographies d'Agassiz objectifient et déshumanisent les femmes noires, leur refusant un nom, une histoire ou un passé. En agrandissant les photographies d'Agassiz à leur taille réelle et en cousant des organes biologiques en couleur sur leurs corps, Rosana Paulino donne du pouvoir d'action et une identité à ces femmes. Elle reconnaît à la fois les luttes et les cicatrices du colonialisme et du racisme à travers les coutures grossières et des sections de tissu mal alignées. Rosana Paulino encourage le spectateur à contempler l'histoire des femmes noires au Brésil et comment elles « continuent d'être traitées comme des citoyennes de seconde zone, soumises à des cycles d'oppression ».

### The Sewing of Memory (La couture de la mémoire)
The Sewing of Memory est une exposition festive de la Pinacothèque de São Paulo qui présente plus de 140 œuvres de Rosana Paulino réalisées entre 1993 et 2018. Les œuvres abordent un ensemble de questions sur le genre, le racisme, le colonialisme et les hiérarchies de classes dans l'histoire du Brésil. L'exposition se compose de trois salles d'exposition présentant des œuvres telles que Parede da Memória (Mur de la mémoire, 1994-2015) et Bastidores (Broderie Hoops/Backdrop, 1997). L'une des pièces accueille des photographies issues des archives familiales de Rosana Paulino, imprimées et multipliées sur des « patuas » (une amulette religieuse africaine de protection). Les photographies présentent chacune de délicates coutures colorées. Le regard des personnes présentes sur les photos est puissant et capte le regard des visiteurs. Un autre travail consiste à broder des femmes sur des vêtements circulaires : les femmes ont chacune une partie de leur visage grossièrement recousue, y compris la bouche, la gorge, les yeux ou la tête. Ces coutures symbolisent le silence, la violence, l'esclavage et la sexualisation imposés aux femmes noires par le patriarcat, le racisme et le colonialisme ancrés dans la culture et les structures sociales brésiliennes.

### BÚFALA
Bufala est une exposition de dessins représentant « elle-buffle » ou des « femmes-animaux ». Les dessins ont un lien fort avec les mythes africains puisque les « femmes-animaux » font référence à Orisha Oya ou Iansã, la mère du crépuscule qui contrôle les tempêtes et le vent. Rosana Paulino interroge ces mythes du point de vue des femmes noires et les utilise pour redéfinir ce que signifie être une femme noire. Dans les dessins, les femmes ont des attitudes animales, des yeux sanguinolents, des marques et la langue tirée. Ces éléments peuvent également faire référence à la déesse hindoue Kali, divinité de la destruction et de la renaissance. Rosana Paulino utilise la référence aux mythes et aux divinités pour mettre en exergue la différence de représentation des femmes noires entre un regard occidental et un regard non blanc. La représentation occidentale des femmes est généralement associée aux perspectives catholiques où les femmes sont vierges, soumises, délicates et non les personnages centraux des œuvres d’art. Dans Bufala, Rosana Paulino donne une profondeur et une identité aux femmes qui ne rentrent pas dans les limites du regard occidental. Bufala est symbole de liberté.

### Senhora das Plantas
Senhora das Plantas est une exposition parallèle à Bufala qui présente des dessins représentant des « femmes-légumes » dont les racines poussent sur leur corps,. Les femmes symbolisent la vie, la renaissance et mère nature. Les racines provenant des parties de leur corps féminin, notamment les seins et le vagin, sont mises en valeur. Alors que Bufala dépeint les femmes comme des combattantes et des chasseuses, Senhora das Plantas propose un parallèle où les femmes sont les créatrices de la vie. En substance, Rosana Paulino nous montre que la femme ne peut pas être définie par un unique élément, mais qu'elle est la symbiose des deux archétypes : le chasseur et le cueilleur, le masculin et le féminin. L'utilisation du mythe dans Senhora das Plantas permet à Rosana Paulino de mettre en lumière des récits passés issues de l'histoire des femmes noires.

### SérieWet Nurse
La série Wet Nurse de Rosana Paulino dénonce l'obligation d'allaitement exigée de certaines femmes esclaves,. Les nourrices asservies étaient tenues d'allaiter les enfants de leurs maîtres et, dans de nombreux cas, n'étaient pas autorisées à allaiter leurs propres enfants. Ainsi, leurs enfants biologiques n'étaient, bien souvent, pas assez nourris. Dans sa série, Rosana Paulino représente ces femmes et leurs émotions en cousant un enchevêtrement désordonné de veines sur les seins des femmes. De leurs seins s'écoulent un liquide rouge, qui peut être aussi bien être interprété comme du lait ou du sang. Rosana Paulino utilise cet exemple spécifique pour mettre en lumière les effets dévastateurs de l’esclavage sur les femmes noires brésiliennes.

## Expositions
- 2022/2023 - Rosana Paulino : La responsabilité des fils, Kunstverein Braunschweig, Braunschweig, Allemagne [9]
- 2018/2019 - Rosana Paulinho : a costura da memória (Rosana Paulino : La couture de la mémoire), Pinacothèque de l'État de São Paulo, São Paulo [10]
- 2017 - Atlântico Vermelho (Atlantique Rouge), Padrão dos Descobrimentos, Lisbonne, Portugal [11]
- 2016 - Atlântico Vermelho (Atlantique Rouge), Galeria Superfície, São Paulo [12]
- 2015/2016 - Territórios : Artistas Afrodescendentes no Acervo da Pinacoteca (Territoires : Artistes d'ascendance africaine dans la collection de la Pinacoteca), Pinacoteca do Estado de São Paulo, São Paulo [13]
- 2014 - Mulheres Negras – Obscure Beuaté Du Brésil. Espace Culturel Fort Griffon, Besançon, France [14]
- 2013 - Assentamento, Musée d'Art Contemporânea de Americana, São Paulo
- 2010 - Tecido Social - Galerie Virgílio, São Paulo [15]
- 2007 - Mulheres Artistas / Olhares Contemporâneos, Musée d'Art Contemporânea, (MAC/USP), São Paulo
- 2000 - Brésil +500 Mostra do Redescobrimento - Arte Afro-Brasileira - Fundação Bienal de São Paulo, São Paulo [16]
- 1995 - Os Herdeiros da Noite : fragmentos do imaginário negro, Centre Culturel de Belo Horizonte, Minas Gerais [17]
- 1995 - Os Herdeiros da Noite : fragmentos do imaginário negro, Pinacothèque de l'État de São Paulo, São Paulo [18]
- 1994 - Os Herdeiros da Noite : fragmentos do imaginário negro, Espaço Cultural SOS Sul, Brésil [19]

## Prix et distinctions
- prix Mercosur Konex d'Argentine, 2022[20]

## Lectures complémentaires
- (en) Araújo, « Rosana Paulino and the Art of Refazimento: Reconfigurations of the Black Female Body in the Land of Racial Democracy », Brasiliana: Journal for Brazilian Studies, vol. 8, nos 1–2,‎ 19 décembre 2019, p. 63–90 (ISSN 2245-4373, DOI 10.25160/bjbs.v8i1-2.114869, lire en ligne)